# Bảng Punnett

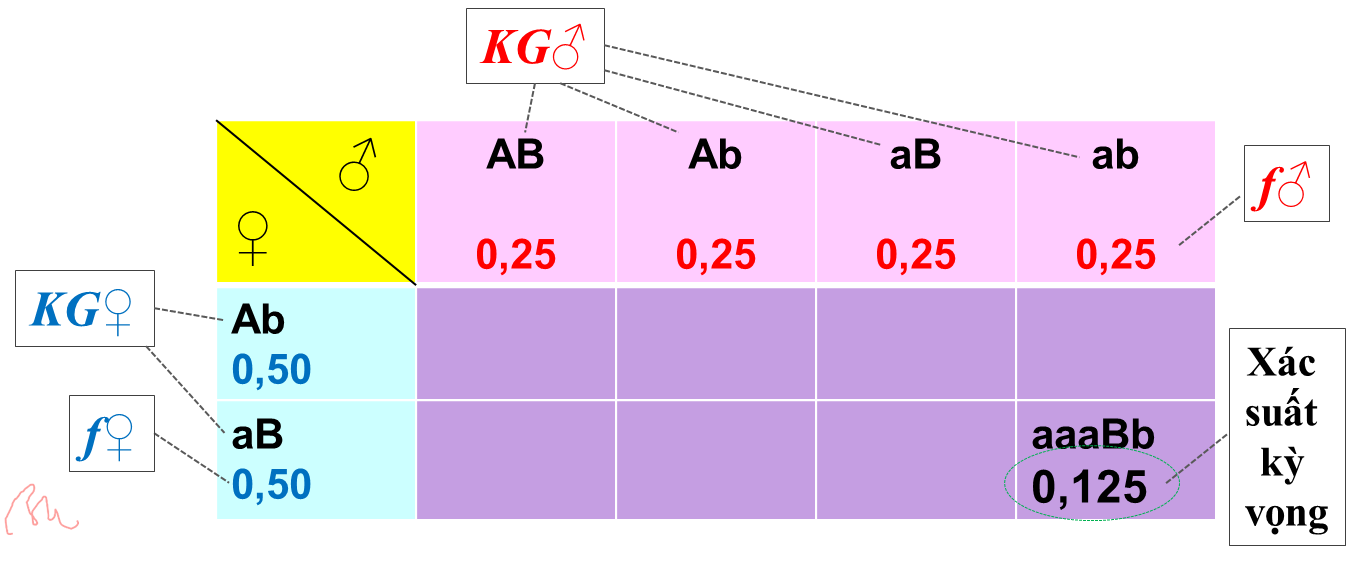
Hình 1: Mô tả chung bảng Punnett.

Bảng Punnett (phiên âm quốc tế: /ˈpʌnɪt/, phiên âm Việt: Păn-nit) là bảng trình bày kết quả lai trong nghiên cứu Di truyền học cổ điển. Bảng được đặt theo tên của nhà khoa học người Anh đã tạo ra nó là Reginald Punnett. Ở Việt Nam, bảng Punnett thường được gọi là bảng Pen-net (phiên âm tên Punnett theo tiếng Nga: Пеннет), tên gọi này phổ biến nhất với những người nghiên cứu Di truyền học qua tiếng Nga; còn các tên khác như "ô Pun-net", "lưới Pun-net" hay "sơ đồ Pun-net" cũng đã có, nhưng ít dùng.

### Lịch sử
Có thể cho rằng Reginald Punnett sáng tạo ra bảng này vào khoảng năm 1901-1908, ít lâu sau khi phát hiện lại các định luật Menđen, trong thời gian làm việc với William Bateson và G.H.Hardy.
Trong bài báo của Gregor Mendel với tựa đề "Thí nghiệm lai giống thực vật" (Versuche über Pflanzen-Hybriden), được xem là "Bản khai sinh Di truyền học Thế giới", thì Menđen có trình bày những kết quả lai của ông bằng toán học: qua các thí nghiệm lai về một tính trạng mà Menđen tiến hành, ông suy ra tỷ lệ chung là "3 trội + 1 lặn", đồng thời mô tả kết quả này bằng biểu thức A+2Aa+a. Do đó, khi lai về hai tính trạng, thì suy ra là (A+2Aa+a) × (B+2Bb+b), còn lai về ba tính trạng là (A+2Aa+a) × (B+2Bb+b) × (C+2Cc+c), v.v.
Cách diễn đạt như vậy thật khoa học, nhưng thời đó (năm 1865 và 1866) lại khó hiểu, vì Sinh học vốn chỉ là môn khoa học mô tả, thêm vào đó - ngay cả thời nay - nếu số gen nhiều, thì triển khai biểu thức và nhìn nhận kết quả kiểu này có khó khăn. Bởi thế, sau khi nghiên cứu về định luật Mendel, thì Punnett lập ra bảng này giúp triển khai biểu thức kiểu trên thuận lợi và nhìn nhận kết quả dễ hơn, nhất là có thể dự đoán tần số một kiểu gen nào đó ở mức độ gọi là xác suất kỳ vọng (hình 1). 

### Ví dụ
Trong phép lai một tính trạng của Mendel về màu hạt đậu Hà Lan (Pisum sativum): hạt vàng (trội) lai với hạt lục (lặn) mà dùng mô tả "kiểu Mendel": Aa × Aa = A + 2Aa + a, thì khó nhìn nhận kết quả hơn so với bảng Punnett, nhất là khi bảng được thêm kiểu hình minh họa bằng hình vẽ (hình 2).

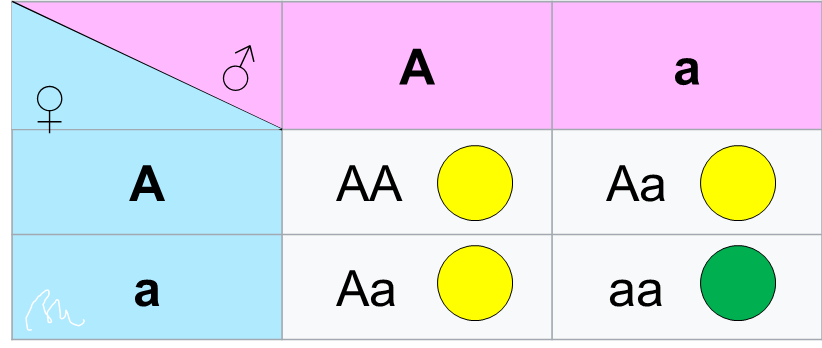
Hình 2: bảng Punnett mô tả phép lai Aa x Aa = (1A + 1a)(1A + 1a) = 1AA + 2Aa + 1aa.

Qua bảng lập tổng quát theo cách của Punnett ở hình 1, người ta dễ nhận ra: hai loại giao tử đực (♂) kết hợp với hai loại giao tử cái (♀) trong thụ tinh sẽ tạo ra 1AA (hạt vàng) + 2 Aa (hạt vàng) + 1aa (hạt lục), nên kết quả kiểu hình = 3 vàng + 1 lục. Do đó - về mặt toán học - thì đây là mô hình bảng nhị phân (the binomial-square model), minh họa bình phương nhị thức (A + a)2.

### Cách lập bảng
- Nguyên tắc chung

Bảng gồm nhiều hàng và cột. Hàng trên cùng ghi kiểu gen của giao tử đực (hoặc cái), cột trái ngoài cùng ghi kiểu gen của giao tử cái (hoặc đực). Các ô trong bảng ghi kiểu gen hợp tử được tạo thành và kiểu hình (nếu có) của cơ thể được phát triển từ hợp tử đó. Kiểu gen ghi bằng chữ cái theo kiểu Mendel đã dùng (A và a, B và b,...) hoặc theo kiểu của Moocgan (chữ cái chỉ gen với "số mũ" chỉ alen). Như vậy là mỗi ô là một hợp tử lưỡng bội (2n) tạo ra từ sự đối chiếu "tọa độ" của hai giao tử đơn bội (n).
Số ô phụ thuộc vào số loại giao tử và bằng tích của số loại giao tử đực với số loại giao tử cái. Số ô luôn là một số chẵn, nếu số loại giao tử nhiều hơn 2.
- Ví dụ một phép lai phân tích của Mendel = ♂AaBb × ♀aabb, với gen A quy định hạt vàng và gen a quy định hạt lục, còn gen B quy định hạt trơn và gen b quy định hạt nhăn, sẽ có bảng Punnett như sau (xem hình 3).

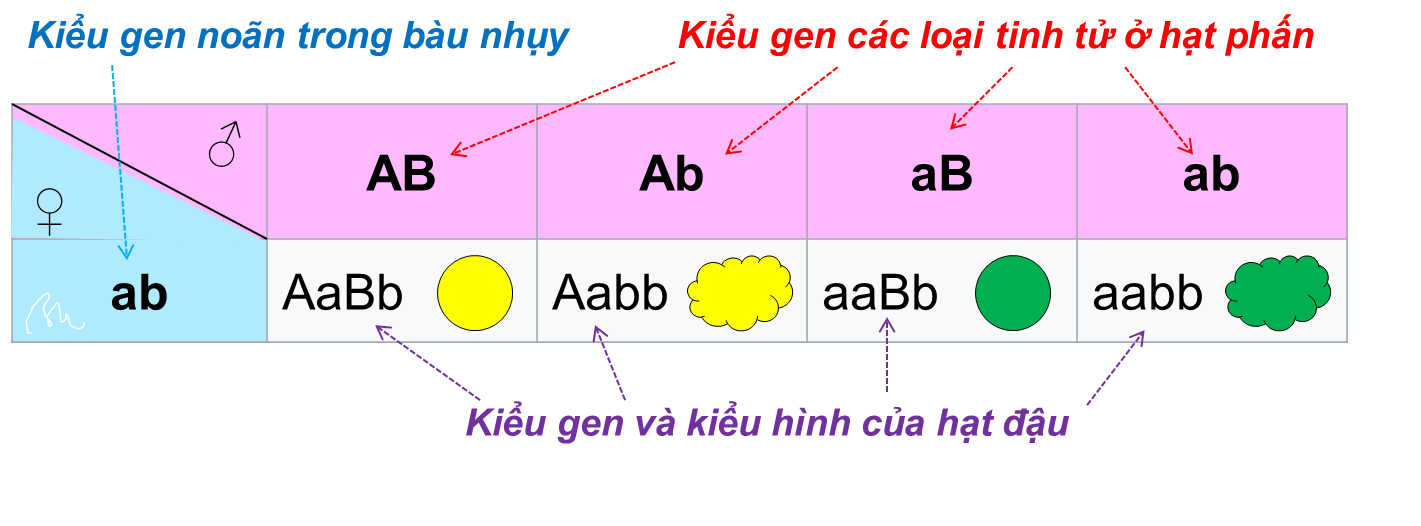
Hình 3: Các kiểu gen và kiểu hình tương lai của hợp tử dễ nhận ra hơn khi lai AaBb x aabb.

- Như vậy, bảng có thể có hình vuông hoặc hình chữ nhật tùy theo số loại giao tử. Đôi khi có tác giả "xoay" hình vuông thành hình thoi.
- Trường hợp một gen có nhiều a-len

Giả sử có 3 a-len A1, A2 và A3, mỗi a-len có tần số p, q và r thì như G.H.Hardy đã làm là thêm cột, dòng vào bảng này (xem ứng dụng này ở trang Phương trình Hardy-Weinberg). 
| ♂♀  | pA1  | qA2  | rA3  |
| --- | ---- | ---- | ---- |
| pA1 | A1A1 | A1A2 | A1A3 |
| qA2 | ...  | ...  | ...  |
| rA3 | ...  | ...  | A3A3 |

Đó cũng là cách triển khai trực quan biểu thức (pA1 + qA2 + rA3)2 cho dễ nhìn.
- Trường hợp lai hơn 2 cặp gen phân li độc lập, mỗi gen có 2 a-len

Trường hợp này là triển khai chi tiết biểu thức (AaBbCc × AaBbCc) = {(A+a)×(B+b)×(C+c)}2 sẽ dễ nhầm, sót; trong khi bảng Punnett hoàn toàn tránh được nhược điểm đó 
| ♀ ♂     | 1/8 ABC | 1/8 ABc | 1/8 AbC | 1/8 Abc | 1/8 aBC | 1/8 aBc | 1/8 abC | 1/8 abc     |
| 1/8 ABC | AABBCC  | ...     |         |         |         |         |         |             |
| ------- | ------- | ------- | ------- | ------- | ------- | ------- | ------- | ----------- |
| 1/8 ABc |         |         |         |         |         |         |         |             |
| 1/8 AbC |         |         |         |         |         |         |         |             |
| 1/8 Abc |         |         |         |         |         |         |         |             |
| 1/8 aBC |         |         |         |         |         |         |         |             |
| 1/8 aBc |         |         |         |         |         |         |         |             |
| 1/8 abC |         |         |         |         |         |         |         |             |
| 1/8 abc |         |         |         |         |         |         |         | 1/64 aabbcc |

### Ý nghĩa bảng Punnett
Mặc dù lập bảng này mất nhiều thời gian, nhất là khi số loại giao tử lớn trong phép lai lớn, nhưng phương pháp mà Punnett đã để lại cho ta có nhiều tiện ích.
- Bảng Punnett giúp cho những người tìm hiểu Di truyền học, nhất là cho các học sinh phổ thông triển khai và nhận xét kết quả phép lai giống đã làm hoặc cần dự đoán kết quả thuận lợi, dễ dàng và dễ hiểu. Ngược lại, từ kết quả lai hoặc giao phối ở bảng đã có, thì có thể xác định kiểu gen và kiểu hình của bố, mẹ sinh ra.
- Bảng là cơ sở để tính xác suất và là cơ sở dự đoán kiểu gen trong di truyền học. Chẳng hạn từ bảng trên về kết quả lai 3 cặp gen phân li độc lập, dễ dàng nhận thấy thể đồng hợp lặn về cả ba tính trạng (aabbcc) có xác suất = 1/8 abc × 1/8 abc = 1/64. Ngược lại, phép lai nào cho tổng tỉ lệ phân li = 64, thì phép lai đó rất có thể là AaBbCc × AaBbCc (vì mỗi bên bố/mẹ cho tám loại giao tử, mà 8×8 = 64).

Tóm lại, bảng Punnett là một mô hình toán học đơn giản dùng để mô tả trực quan hoặc để dự đoán các kiểu gen, kiểu hình của một thí nghiệm lai giống nhất định trong nghiên cứu Di truyền học cổ điển.